# Factor 5
Factor 5 je vývojářská firma, která se do povědomí veřejnosti dostala uvedením veleúspěšného herního zpracování dílu série Star Wars (Hvězdné války): Star Wars: Rogue Squardon. Mimo to se též proslavila jako spolutvůrce (spolu s Dolby) multiplatformní technologie ozvučení MusyX, jež stojí za ozvučením surround. Firma byla založena v roce 1987 v Kolíně nad Rýnem, v současné době sídlí v San Rafael v Kalifornii.
Factor 5 je známá precizním zpracováním všech titulů, jež vydala. Počiny pro Nintendo 64 a Gamecube jsou dokonce hodnoceny jako nejpokročilejší své doby, čerpající možnosti konzolí za obvyklé hranice.

## Seznam vydaných her
- Katakis - Amiga (1988)
- R-Type - Amiga (1989)
- Turrican - Amiga (1990)
- Turrican 2 - Amiga (1991)
- Mega Turrican - Sega Mega Drive / Sega Genesis (1993)
- Super Turrican - SNES (1993)
- Turrican 3 - Amiga (1993)
- Indiana Jones - Greatest Adventures - SNES (1994)
- Contra: The Alien Wars - Game Boy (1994)
- Super Turrican 2 - SNES (1995)
- Star Wars: Rogue Squadron - Nintendo 64 (1999)
- Star Wars: Battle for Naboo - Nintendo 64 (2000)
- Indiana Jones and the Infernal Machine - Nintendo 64 (2000)
- Star Wars: Rogue Squadron II: Rogue Leader - Nintendo GameCube (2001)
- Star Wars: Rogue Squadron III: Rebel Strike - Nintendo GameCube (2003)
- Lair - PlayStation 3